# Lino Bortolo Belotti
Bortolo Belotti, conosciuto come Lino (Albino, 19 ottobre 1930 – Scanzorosciate, 23 marzo 2018) è stato un vescovo cattolico e missionario italiano.

## Biografia
Nacque a Comenduno, frazione di Albino, in provincia e diocesi di Bergamo, il 19 ottobre 1930. Era il nono di 11 figli.

### Formazione e ministero sacerdotale
Dopo le scuole elementari, frequentate nel paese natio, si iscrisse al seminario diocesano di Clusone. Durante il percorso di studi, decise di aderire alla neonata Comunità Missionaria del Paradiso.
Il 12 giugno 1954 fu ordinato presbitero, nella cattedrale bergamasca di Sant'Alessandro, dal vescovo di Bergamo Giuseppe Piazzi.
Dopo l'ordinazione fu destinato alla diocesi di Comacchio, dove fu coadiutore della parrocchia del Santo Rosario, fino al 1957, e della parrocchia della cattedrale, dal 1957 al 1961. In quell'anno assunse l'incarico di parroco di Goro, dove rimase per 5 anni.
Nel 1966 fu trasferito in Svizzera, come cappellano della missione cattolica italiana a La Chaux-de-Fonds, mentre dal 1973 al 1982 fu a Zurigo, come direttore dei missionari per gli emigranti italiani in Svizzera.
Il 13 aprile 1981 fu insignito del titolo onorifico di cappellano di Sua Santità da papa Giovanni Paolo II.
Nel 1982 fu eletto superiore della Comunità Missionaria del Paradiso, facendo così rientro a Bergamo; mantenne tale incarico fino al 2016. Al contempo fu membro del Consiglio presbiterale diocesano. Dal 1987 al 1996 fu direttore generale della Fondazione Migrantes della Conferenza Episcopale Italiana. Nel 1996 il vescovo di Bergamo Roberto Amadei lo nominò vicario generale della diocesi e moderatore della curia.

### Ministero episcopale
Il 15 maggio 1999 papa Giovanni Paolo II lo nominò vescovo ausiliare di Bergamo e vescovo titolare di Tabla. Il 29 giugno successivo ricevette l'ordinazione episcopale, nella cattedrale di Sant'Alessandro, da Roberto Amadei, vescovo di Bergamo, co-consacranti Armando Brambilla, vescovo ausiliare di Roma, e Alfredo Maria Garsia, vescovo di Caltanissetta.
Fu presidente della Commissione episcopale per le migrazioni, in seno alla Conferenza Episcopale Italiana, dal 2002 al 2008; il 29 ottobre 2005 fu scelto come membro del Pontificio consiglio della pastorale per i migranti e gli itineranti.
Il 5 febbraio 2007 fu ricevuto in udienza dal pontefice in occasione della visita ad limina apostolorum dei vescovi lombardi.
Il 22 gennaio 2009 papa Benedetto XVI accolse la sua rinuncia, presentata per raggiunti limiti di età, all'incarico di vescovo ausiliare di Bergamo. Il nuovo vescovo di Bergamo Francesco Beschi, nominato lo stesso giorno, lo confermò come vicario generale della diocesi fino al 16 ottobre seguente.
Dal 2010 alla morte fu presidente onorario della Federazione Campanari Bergamaschi.
Da tempo malato, morì a Scanzorosciate il 23 marzo 2018, all'età di 87 anni. Dopo le esequie, celebrate il 26 marzo nella cattedrale di Bergamo dal vescovo Francesco Beschi, fu sepolto nel cimitero di Comenduno.

## Genealogia episcopale
La genealogia episcopale è:
- Cardinale Scipione Rebiba
- Cardinale Giulio Antonio Santori
- Cardinale Girolamo Bernerio, O.P.
- Arcivescovo Galeazzo Sanvitale
- Cardinale Ludovico Ludovisi
- Cardinale Luigi Caetani
- Cardinale Ulderico Carpegna
- Cardinale Paluzzo Paluzzi Altieri degli Albertoni
- Papa Benedetto XIII
- Papa Benedetto XIV
- Papa Clemente XIII
- Cardinale Marcantonio Colonna
- Cardinale Giacinto Sigismondo Gerdil, B.
- Cardinale Giulio Maria della Somaglia
- Cardinale Carlo Odescalchi, S.I.
- Cardinale Costantino Patrizi Naro
- Cardinale Lucido Maria Parocchi
- Papa Pio X
- Papa Benedetto XV
- Papa Pio XII
- Cardinale Eugène Tisserant
- Papa Paolo VI
- Cardinale Giovanni Colombo
- Vescovo Giulio Oggioni
- Vescovo Roberto Amadei
- Vescovo Lino Bortolo Belotti